# Щуплов, Александр Николаевич
Алекса́ндр Никола́евич Щупло́в (3 марта 1949 года — 2 августа 2006 года) — русский поэт, критик, редактор. Член Союза писателей СССР.

## Биография
Александр Щуплов родился 3 марта 1949 года в Москве в семье рабочих. Работал на заводе «Москабель» в заводской газете «Знамя труда», в многотиражной газете «Ленинец» (1967—1976). После окончания исторического факультета МГПИ (1972) — в альманахе «Поэзия» (1976—1979), в еженедельнике «Книжное обозрение» и журнале «Столица» (1995—1996), в «Независимой газете» (с 1999), «Российской газете» (с 2001).
Начал печататься как поэт в 1972 году, первые стихи опубликованы в газете «Московский комсомолец». Служил в рядах Советской армии (1973—1974) в радиоразведке. Участник VI Всесоюзного совещания молодых писателей.
С 1975 года работал в альманахе «Поэзия» под руководством Николая Старшинова, редактором в отделе переводов.
Первая книга Щуплова вышла в 1976 году в издательстве «Молодая гвардия», предисловие к ней написал Михаил Дудин. В 1978 году Щуплов был принят в СП СССР.
В следующем году вышла вторая книга Щуплова, в которую вошли стихотворения и поэма «Серебряная изнанка». Евгений Евтушенко в интервью для Центрального телевидения СССР назвал этот сборник лучшей книгой года. Поэтесса Нина Краснова, вспоминая о том времени, писала: «Поэму Щуплова „Серебряная изнанка“ оценил „сам“ Евгений Евтушенко. А это для молодых поэтов тогда было всё равно, как если бы её оценил сам Пушкин».
Произведения Щуплова публиковались в журналах «Юность», «Арион», альманахе «Поэзия», в антологии «Строфы века. Антология русской поэзии» (сост. Е. Евтушенко), переводились на польский, португальский, украинский и чешский языки.
Щуплов стал одним из поэтов, создававших образ мифического литературного персонажа Ефима Самоварщикова.
В 1984 году Щуплов как журналист стал лауреатом еженедельника «Литературная Россия» за цикл статей «Содержательность советской песни». Входил в состав общественного редсовета газеты «Домашнее чтение».
В конце 1990-х годов совместно с Т. Макловски и М. Кляйн издавал сборники современного сленга: «Жаргон-энциклопедия московской тусовки», «Жаргон-энциклопедия современной тусовки» и другие.
В последнюю книгу, вышедшую при жизни поэта, — «Стихи для тех, кто не любит читать стихи», — вошли избранные произведения за три десятка лет.
Жил в наукограде Жуковский Московской области. Умер после перенесённого инфаркта 2 августа 2006 года. Похоронен в Москве на Котляковском кладбище.

## Отзывы о творчестве
В его многослойной жизни уживались и два разных поэта. Нахальный скоморох и сентиментальный одинокий лирик. Помню, как в Гданьске и Сопоте на одном из традиционных международных писательских форумов, куда мы с ним ездили летом несколько лет подряд, писатели из разных стран, привыкшие за неделю форума к неугомонному автору розыгрышей и каламбуров, к русскому скоморошеству Щуплова, вдруг на вечере его поэзии видели совсем другого: мудрого, одинокого, погружённого в мировую и русскую культуру поэта. Почувствовали в его стихах что-то клюевское, что-то вийоновское, что-то оденовское.
— Владимир Бондаренко

Ну какие такие Томас, извините, Макловски и, ещё более извините, Мэри Кляйн? Когда Щуплов выпускал одну за другой свои «энциклопедии», у него в отделе художественной литературы газеты «Книжное обозрение» работали Евгения Ульченко и я. Можно и нас считать упомянутыми Томасом и Мэри. Ясное дело, перед нами очередная игра, мистификация, скоморошина.

Многие и запомнили его этаким дурашливым, юморным, насмешливым весельчаком, никогда не вчитываясь в его поэзию. А в поэзии сквозь дурашливость и анекдотичность весёлого рыжего клоуна Саши Щуплова пробивалась ещё и совсем другая судьба грустного и одинокого, в чём-то и трагичного человека.
— Евгений Лесин

У него постоянно бурлило, клокотало неодолимое желание — почитать только что вышедшие из-под пера строки. И он читал их — радостно, самозабвенно. Чувствовалось, что ему самому они нравятся, нравится всё, что с ним происходит.
Это был какой-то захлёб. Помню, где-то в Коломне или в Константинове, где мы проводили Всероссийский фестиваль юных поэтов «Золотая роща», он поймал меня буквально за рукав: «Послушай!..»
— Римма Казакова

Со временем журналистика стала заслонять поэзию Щуплова. Он по-прежнему много писал стихов и постоянно ездил в командировки, но время поэзии стало с какой-то постоянной настойчивостью уходить. Это выражалось в уменьшении тиражей (первые книги Щуплова выходили тиражом 30 тыс. экземпляров, последнее избранное — 1 тыс.), поэзия исчезла с экранов телевидения и со страниц газет, перестали выходить альманахи «День поэзии» и «Поэзия». Александр не случайно считался учеником Евгения Евтушенко — ему нужна была трибуна, общение, эстрада. В его стихах всегда сильной стороной была лирика.
— Александр Шаталов

Щуплов блестяще владел и техникой стиха, и художественными средствами поэзии. У него в стихах великолепные рифмы: Вертер — ветер, выход — выдох, щитов — счетов, врите — иврите; обалденные аллитерации — «в обалденном Болдине моём», «Нам подавай и кумыс, и КАМАЗ», и совершенно неожиданные неологизмы, и в форме эпитетов: «зафлаженные» волки, «преддуэльное» лицо, «предпортретное» полотно, и в форме существительных: «золушковость» дев, «зайчиковость» ног, есть у него лирические неологизмы, а есть и комические — «Бомж-Бруевич». Из Щуплова оригинальные словоформы и рифмы бьют петергофскими фонтанами.
— Нина Краснова

Несколько лет назад купил в США книгу Саши Щуплова о политических кличках «Кто есть ху» — и у меня её тут же увели. Так определяется ценность книги…
— Евгений Евтушенко

Сегодня, когда марксизму уже не до «вопросов языкознания», а пожизненные правители вытеснили из кадра прижизненных классиков, очень важно и ценно, что поэты занимаются языком, занимаются собирательством современного фольклора…
— Владимир Вишневский
Пародию на стихотворение Щуплова
Сегодня я – болтун, задира, циник –
земную тяжесть принял на плечо,
и сам себе – и Лев Толстой, и Цыбин,
и Мандельштам, и кто-то там еще.
написал Александр Иванов
           <…>
Стояли молча рядом два титана.
– И я Щуплов! – кричали где-то там.
И, чувствуя себя довольно странно:
– И я Щуплов! – воскликнул Мандельштам.
Вокруг теснилась публика, вздыхала,
и кто-то молвил зло и тяжело:
– На молодого циника-нахала,
должно быть, вновь затмение нашло.